# Lymfeklierextirpatie
Een lymfeklierextirpatie (of lymfklierextirpatie, lymfeklierdissectie, lymfklierdissectie) is een medische ingreep waarbij een lymfeklier door een chirurg (in zijn geheel) wordt verwijderd uit het lichaam, meestal voor onderzoek door een patholoog. Deze ingreep vindt, in tegenstelling tot een lymfeklierbiopsie of lymfeklierpunctie, altijd plaats onder algehele narcose. 
Indicaties voor het onderzoek zijn onder andere een verdenking van lymfeklierkanker en wordt veelal toegepast bij het stellen van een primaire diagnose van een dergelijke maligniteit. 
Ook wordt de ingreep uitgevoerd na het vaststellen van een uitzaaiing van andere vormen van kanker naar een lymfeklier. Dit wordt de schildwachtklierprocedure genoemd en wordt voornamelijk toegepast bij borstkanker.